# Beled
Beled je město v Maďarsku v župě Győr-Moson-Sopron, spadající pod okres Kapuvár. Se svými 2640 obyvateli, z nichž 87,2 % tvoří Maďaři, je Beled po Kapuváru druhým největším městem v okrese. Asi 12 km na severozápad se nachází město Kapuvár a 21 km na severovýchod se nachází město Csorna.
Kromě hlavní části zahrnuje Beled i malé části Gépjavító, Józsefmajor a Vica.
Beled leží na silnicích 86, 8428, 8606, 8609, 8611, 8612, kolem města prochází též dálnice M86. Je přímo silničně spojen s obcemi Babót, Cirák, Gyóró, Hövej, Kisfalud, Mihályi, Páli, Rábakecöl, Vadosfa a Vásárosfalu. Je též spojen s městy Kapuvár a Répcelak. Beledem protéká řeka Kis-Rába a čtyři rybníky, z nichž největší je Előre Horgászegyesület Beled horgásztava.
V Beledu se nachází zámek Barthodeiszky-kastély a katolický kostel Kisboldogasszony-templom.